# Mathías Riquero
Mathías Damián Riquero Berretta (Montevideo, 29 agosto 1982) è un ex calciatore uruguaiano naturalizzato cileno, di ruolo centrocampista.